# Manuel Ferreira de Almeida
Manuel Ferreira de Almeida foi um administrador colonial português que exerceu por duas vezes o cargo de Governador no antigo território português subordinado à Índia Portuguesa de Timor-Leste entre 1706 e 1708, tendo sido antecedido por Lourenço Lopes e sucedido por Jácome de Morais Sarmento. O seu segundo mandato ocorreu em 1714 tendo sido antecedido por Manuel de Souto-Maior e sucedido por Domingos da Costa.